# Sjevernokušitski jezici
Sjevernokušitski jezici, najsjevernija i jedna od četiri glavne skupine kušitskih jezika čiji je jedini predstavnik jezik Bedawiyet [bej] s nekoliko dijalekata iz Sudana, Egipta i Eritreje, kojim govore plemena Bedža nastanjena između Crvenog mora i rijeke Nil. 
Zajedno s centralnokušitskom (4), istočnokušitskom (33) i južnokušitskom (7 jezika) skupinom čini kušitsku skupinu afrazijskih jezika.

## Vanjske poveznice
- Ethnologue (14th)
- Ethnologue (15th)